# HK Krementschuk
HK Krementschuk (ukrainisch Хокейний Клуб Кременчук) ist ein ukrainischer Eishockeyclub aus Krementschuk, der 2010 gegründet wurde und seit 2015 am Spielbetrieb der Ukrainischen Eishockeyliga teilnimmt.

## Geschichte
Nachdem die Mannschaft 2013/14 bereits an der belarussischen Wysschaje Liga teilgenommen hatte, nahm der HK Krementschuk in der verkürzten Saison 2015 erstmals am Spielbetrieb der ukrainischen Eishockeyliga teil und konnte mit zehn Siegen aus zwölf Spielen auf Anhieb die Hauptrunde für sich entscheiden. Die Endspielserie der Playoffs wurde dann aber gegen den HK ATEK Kiew mit 1:2 Spielen verloren. Auch 2017 und 2018 erreichte das Team aus der Oblast Poltawa das Playoff-Finale, musste sich aber jeweils dem Rekordmeister HK Donbass Donezk beugen. Nach der Hauptrunde der Saison 2019/20 lag der Klub nach 2015 und 2017 zum dritten Mal an der Tabellenspitze. Da die Saison wegen der COVID-19-Pandemie abgebrochen wurde, erklärte der Verband den HK Krementschuk zum Landesmeister. Dies ist der bis heute größte Erfolg der Zentralukrainer.